# 1. PBC Joker Geldern
Der 1. Pool-Billard-Club Joker Geldern 76 e. V., kurz 1. PBC Joker Geldern, war ein Billardverein aus Geldern. Der 1976 gegründete Verein spielte mehrere Jahre in der 1. Poolbillard-Bundesliga und wurde 2004 deutscher Vizemeister. 2015 fusionierte der dreimalige Pokalfinalist mit dem BSC Neukirchen-Vluyn zum BSC Neukirchen/Geldern.
2011 wurde mit Huidji See ein Mitglied des Vereins 10-Ball-Weltmeister.

## Geschichte
| Platzierungen seit 1998 | Platzierungen seit 1998 | Platzierungen seit 1998 |
| Saison                  | Liga                    | Platz                   |
| ----------------------- | ----------------------- | ----------------------- |
| 1998/99                 | 1. Bundesliga           | 3                       |
| 1999/2000               | 1. Bundesliga           | 3                       |
| 2000/01                 | nicht bekannt           | nicht bekannt           |
| 2001/02                 | nicht bekannt           | nicht bekannt           |
| 2002/03                 | 1. Bundesliga           | 4                       |
| 2003/04                 | 1. Bundesliga           | 2                       |
| 2004/05                 | 1. Bundesliga           | 6                       |
| 2005/06                 | 1. Bundesliga           | 5                       |
| 2006/07                 | 1. Bundesliga           | 8                       |
| 2007/08                 | 2. Bundesliga Nord      | 6                       |
| 2008/09                 | 2. Bundesliga Nord      | 5                       |
| 2009/10                 | 2. Bundesliga Nord      | 6                       |
| 2010/11                 | 2. Bundesliga Nord      | 6                       |
| 2011/12                 | 2. Bundesliga Nord      | 2                       |
| 2012/13                 | 2. Bundesliga Nord      | 3                       |
| 2013/14                 | 2. Bundesliga Nord      | 4                       |
| 2014/15                 | 2. Bundesliga Nord      | 3                       |

Der 1. PBC Joker Geldern wurde 1976 in Geldern gegründet. 1989 wurde mit Harald Schröter erstmals ein Spieler des Vereins Deutscher Meister im Einzel. In der Saison 1998/99 erreichte der PBC Joker mit dem dritten Platz seine bis dahin beste Platzierung in der 1. Bundesliga. In der folgenden Spielzeit wiederholte er diese Platzierung, wobei er unter anderem den Titelverteidiger PBC Fulda besiegte. 2001 wurde Brian Naithani Junioren-Weltmeister.
In der Saison 2002/03 wurde Joker Geldern Vierter. Beim deutschen 8-Ball-Pokal zog der Verein 2003 erstmals ins Finale ein und unterlag dort Astoria Walldorf. Am Ende der Hinrunde der Saison 2003/04 belegte der PBC Joker mit vier Siegen, drei Unentschieden und einer Niederlage gegen den Aufsteiger BC Oberhausen den zweiten Platz. Anschließend blieb man jedoch sechs Spiele sieglos, darunter ein Unentschieden gegen den bereits feststehenden Deutschen Meister Fulda am zwölften Spieltag, und fiel auf den dritten Platz zurück. Erst am letzten Spieltag folgte ein Sieg gegen den PBV Rotes Tuch Berlin, durch den man auf den zweiten Platz zurückkehrte und somit Vizemeister wurde.
In der folgenden Spielzeit gewann der Verein in der Hinrunde lediglich zwei Spiele. Nach einem Heimsieg gegen den PBC Düren-Nord am dritten Spieltag blieb er neun Spiele in Folge sieglos. Erst am letzten Spieltag gewann er wieder, erneut gegen Düren-Nord, und sicherte sich mit dem sechsten Platz den Klassenerhalt. In der Saison 2005/06 beendete man die erste Saisonhälfte mit nur einem Sieg auf dem fünften Platz. Durch drei Siege in der Rückrunde konnte man sich am zwölften Spieltag den Ligaverbleib sichern und auf Platz vier vorkämpfen, zum Saisonende wurde man jedoch wieder Fünfter. Beim deutschen 8-Ball-Pokal erreichte Joker Geldern 2006 erneut das Finale und unterlag der BSG Osnabrück. In der Spielzeit 2006/07 verlor der Verein alle 14 Ligaspiele und gewann lediglich 19 Einzelpartien. Der Abstieg in die zweite Liga stand nach dem neunten Spieltag fest, als Geldern mit 1:7 gegen den BSV Pfullingen verlor und sich dadurch der Abstand auf den sechsten Platz auf zwölf Punkte vergrößerte.
In der 2. Bundesliga Nord 2007/08 entging man nur knapp dem erneuten Abstieg. Am letzten Spieltag fiel man trotz eines 5:3-Sieges gegen den PBC Schwerte vom fünften auf den sechsten Platz, punkt- und partiengleich mit Absteiger PBC Lingen. In der folgenden Spielzeit wurde der PBC Joker Fünfter. Den Klassenerhalt sicherte er sich am zwölften Spieltag durch einen Heimsieg gegen den BC Bergedorf. Im Oktober 2009 zog der Verein zum dritten Mal ins Endspiel des deutschen 8-Ball-Pokals ein. Wie bereits 2003 und 2006 verlor man jedoch. Die Mannschaft aus Dennis Jansen, Peter Jansen, Michael Kasper, Ralf Mrnka und Sascha Rath musste sich dem BC Queue Hamburg mit 2:6 geschlagen geben.
In den beiden folgenden Spielzeiten schaffte man als Sechster knapp den Klassenerhalt. In der Saison 2009/10 verließ man erst am letzten Spieltag durch einen Sieg gegen Fortuna Berlin den Abstiegsplatz, ein Jahr später sicherte man sich den Ligaverbleib am letzten Spieltag durch ein Unentschieden gegen den Lokalrivalen Joker Kamp-Lintfort. Am Saisonende 2011 musste man dabei auf Huidji See verzichten, der an der 10-Ball-WM teilnahm und am Tag des Klassenerhalts Weltmeister wurde. In die Saison 2011/12 startete der PBC Joker fünf Siegen aus den ersten sechs Spielen und belegte am Ende der Hinrunde punktgleich mit Fortuna Berlin den ersten Platz. In der Rückrunde gewann er jedoch nur noch ein Spiel und verpasste als Zweitplatzierter die Rückkehr in die erste Liga.
In der Saison 2012/13 verließ man nach einem durchwachsenen Saisonstart am siebten Spieltag mit dem ersten Sieg die direkten Abstiegsplätze. Mit vier Siegen und zwei Unentschieden in der Rückrunde kämpfte man sich bis auf den dritten Platz vor. Den Klassenerhalt hatte man bereits am zwölften Spieltag gesichert. In der folgenden Spielzeit wurde der Ligaverbleib erst am letzten Spieltag geschafft, als der PBC Joker Geldern den direkten Konkurrenten BC Colours Düsseldorf mit 6:2 besiegte und dadurch vom siebten auf den vierten Platz aufstieg.
Zur Saison 2014/15 wurde der mehrmalige niederländische Meister Marco Teutscher verpflichtet, der bereits in der Spielzeit 2009/10 bei Joker Geldern gespielt hatte, damals jedoch in der zweiten Mannschaft. Er ersetzte seinen Landsmann Huidji See, der zum Regionalligisten PBV Young Guns Krefeld wechselte. Nach der Hinrunde war der PBC Joker mit drei Siegen und zwei Unentschieden Vierter und hatte bereits zehn Punkte Abstand auf den Tabellenführer BC Queue Hamburg. In der Rückrunde verbesserte man sich mit der gleichen Bilanz auf den dritten Platz. Der Klassenerhalt wurde dennoch erst am letzten Spieltag durch einen Heimsieg gegen den PBC The Gamblers gesichert. In der ersten Mannschaft spielten zuletzt Michau Jablonski, Dennis Jansen, Aziz Moussati, Nikko Springer, Marco Teutscher und als Ersatzspieler Roy Gerards.
Im Sommer 2015 fusionierte der PBC Joker Geldern mit dem BSC Neukirchen-Vluyn. Der dadurch entstandene BSC Neukirchen/Geldern übernahm zur Saison 2015/16 den Zweitligastartplatz von Joker Geldern.

## Zweite Mannschaft
| Platzierungen seit 2009 | Platzierungen seit 2009 | Platzierungen seit 2009 |
| Saison                  | Liga                    | Platz                   |
| ----------------------- | ----------------------- | ----------------------- |
| 2009/10                 | Oberliga Niederrhein    | 3                       |
| 2010/11                 | Oberliga Niederrhein    | 4                       |
| 2011/12                 | Oberliga Niederrhein    | 6                       |
| 2012/13                 | Oberliga Niederrhein    | 2                       |
| 2013/14                 | Oberliga Niederrhein    | 4                       |
| 2014/15                 | Oberliga Niederrhein    | 4                       |

Die zweite Mannschaft des 1. PBC Joker Geldern erreichte in der Saison 2009/10 den dritten Platz der Oberliga Niederrhein. Anschließend wurde sie 2011 Vierter und 2012 Sechster, bevor sie 2013 mit dem zweiten Platz den Aufstieg in die Regionalliga nur knapp verpasste. In den Spielzeiten 2013/14 und 2014/15 wurde das Team Vierter.

## Bekannte Spieler
(Auswahl)
- Rolf Alex
- Björn Brugmann
- Martine Christiansen
- Rainer Claßen
- Ernst-Jan Driessen
- Roy Gerards
- Uwe Heiligenhaus
- Michael Heinz
- Gijs van Helmond
- Michau Jablonski
- Tomasz Jablonski
- Dennis Jansen
- Peter Jansen
- Werner Kahl
- Michael Kasper
- Jan van Lierop
- Jürgen Ludewig
- Aziz Moussati
- Ralf Mrnka
- Brian Naithani
- Thomas Peeters
- Sascha Rath
- Harald Schröter
- Huidji See
- Michael Seeger
- Thomas Seiffert
- Nikko Springer
- Marco Teutscher
- Thomas Tomaszik
- Jennifer Vietz
- Danny Wynans

## Erfolge
- Deutscher Vizemeister: 2004
- Deutscher 8-Ball-Pokalfinalist: 2003, 2006, 2009